# Městský hřbitov v Jaroměři
Městský hřbitov v Jaroměři je hlavní městský hřbitov. Nachází se na severním okraji města, v ulici Náchodská, u břehů Jaroměřského rybníka. Díky hodnotné sochařské výzdobě a funerální architektuře byl roku 1958 zapsán do státního seznamu  kulturních památek.

## Historie

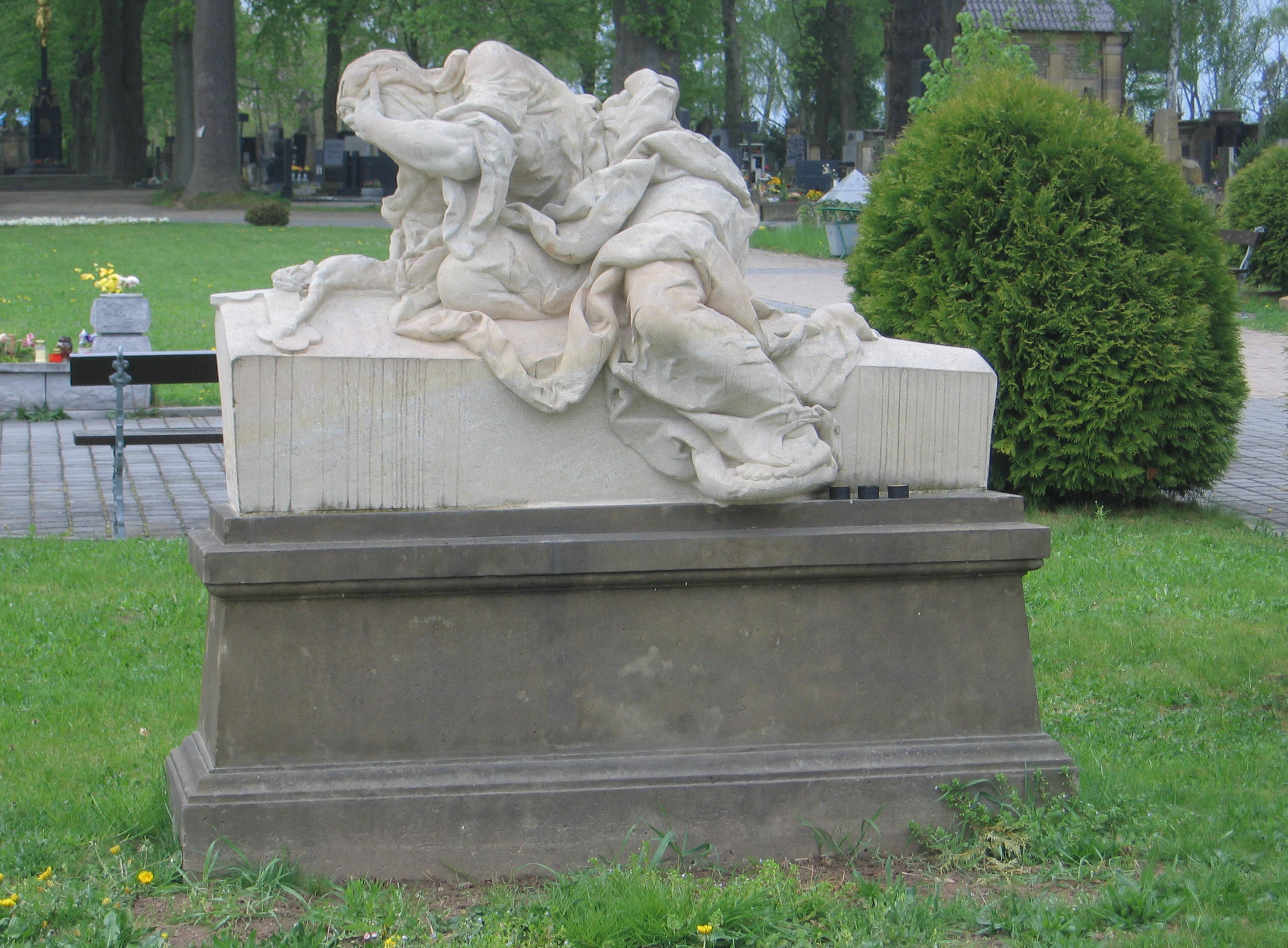
Sousoší Plačící žena od Matyáše Bernarda Brauna, 1730

### Vznik
Hřbitov byl zbudován roku 1888 jako nový městský hřbitov náhradou za pohřebiště u barokního Kostela sv. Jakuba, který nadále sloužil jako obřadní kostel. Roku 1893 v areálu vznikl také židovský hřbitov.  
Vstup tvoří neoklasicistní brána s přilehlými přízemními budovami, které tvoří zázemí hřbitovní správy. V přední části hřbitova bylo v roce 1888 umístěno sochařské dílo Plačící žena od Matyáše Bernarda Brauna, které vytvořil jako náhrobek pro svou tchyni Annu Miseliusovou roku 1730. V roce 2004 byl originál barokního  sousoší  přemístěn do lapidária městského muzea v Josefově a nahrazen kopií. 
Uprostřed hřbitova se nachází centrální kříž, od kterého vybíhají tři cesty k okrajům hřbitovní zdi. Na konci těchto cest jsou symetricky umístěny tři hrobky tehdy nejvýznamnějších jaroměřských podnikatelů,  Alberta Wenkeho, Vladislava Čerycha a Josefa Etricha. Secesní hrobka Alberta Wenkeho byla v roce 2010 zapsána na seznam kulturních památek jako samostatná položka. Podél obvodní zdí areálu je umístěna řada hrobek dalších významných obyvatel města. 
Na výzdobě hrobů se zde podíleli například sochaři a výtvarníci Otakar Španiel, Václav Wagner, Josef Wagner, Josef Pekárek, Josef Max, Miloslav Vávra či Vladimír Preclík. Soubor soch včetně náhrobků je chráněn jako kulturní památka.

### Krematorium
Roku 1994 bylo podle návrhu architekta Ing arch. Nováka z ateliéru A09 postaveno také městské krematorium a obřadní síň ležící přibližně půl kilometru severně od hřbitova.

## Osobnosti pohřbené na tomto hřbitově
- Antonín Čerych (1829–1902) – průmyslník a politik
- Vladislav Čerych – velkoprůmyslník a měšťan
- Josef Etrich (1803–1878) – majitel textilní továrny
- Albert Wenke (1844–1905) – továrník a majitel obchodního domu v Jaroměři
- František Polický (1815–1880) – majitel koželužské továrny
- Valuška Dvořáková – žákyně druhé třídy městské školy v Josefově. Byla zastřelena 8. května 1945 důstojníkem Zbraní SS.[6]
- Josef Šubrt (1848–1888) – zakladatel a první předseda dělnického spolku Ruka
- Vladimír Preclík (1929–2008) – sochař

## Galerie

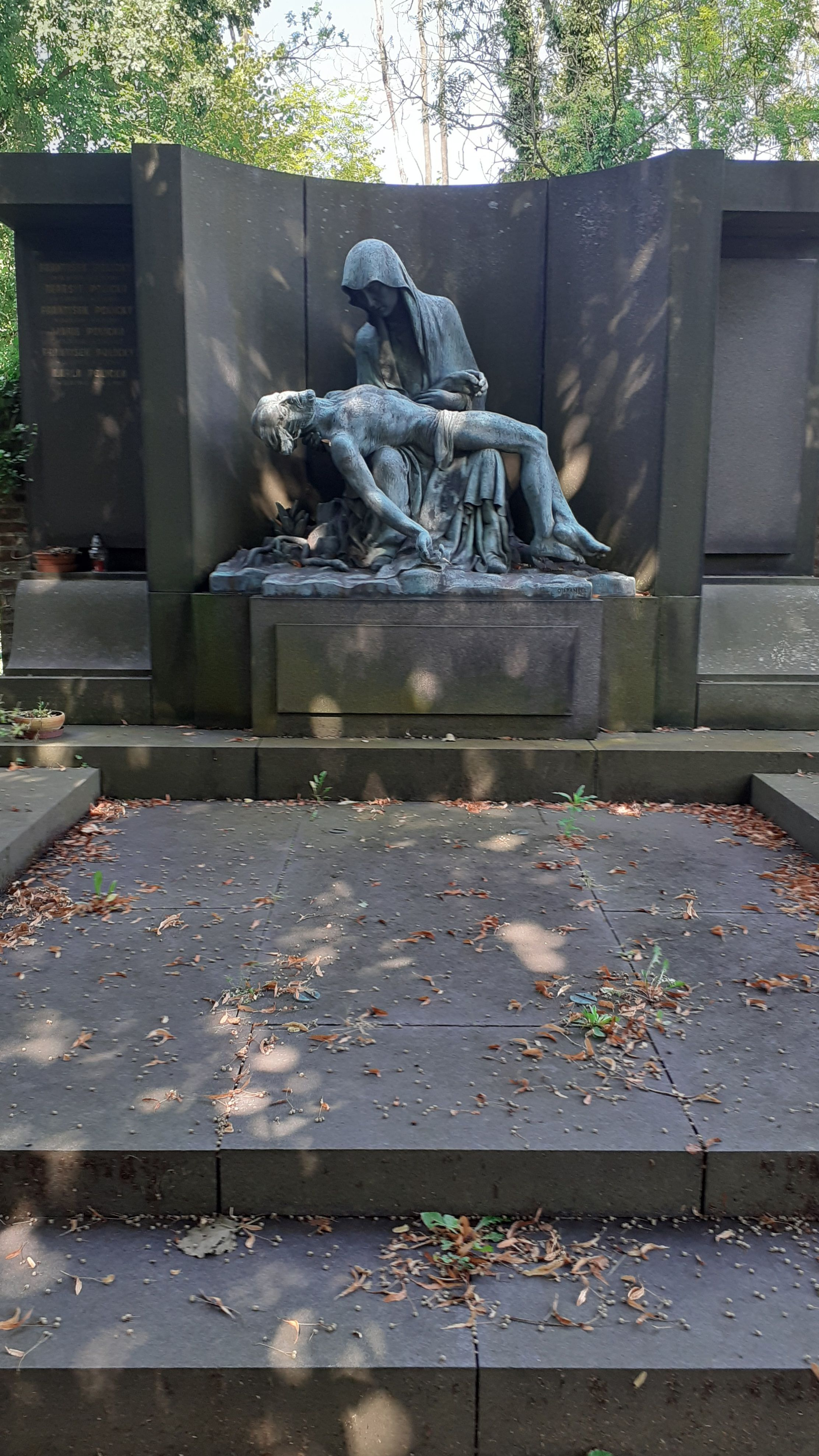
hrob Rodiny Polických se sousoším Piety od Otakara Španiela
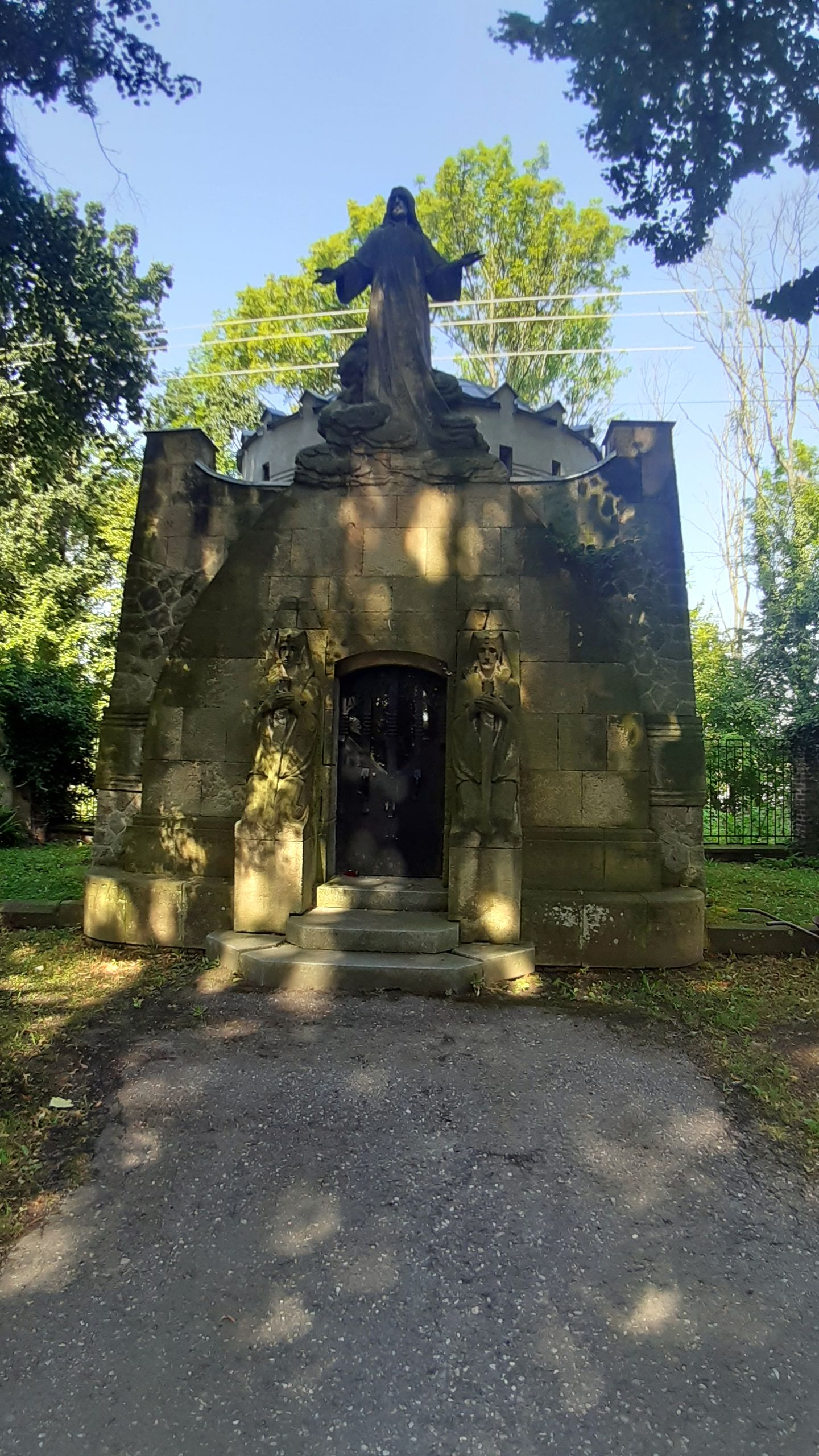
hrobka Alberta Wenkeho a jeho rodiny
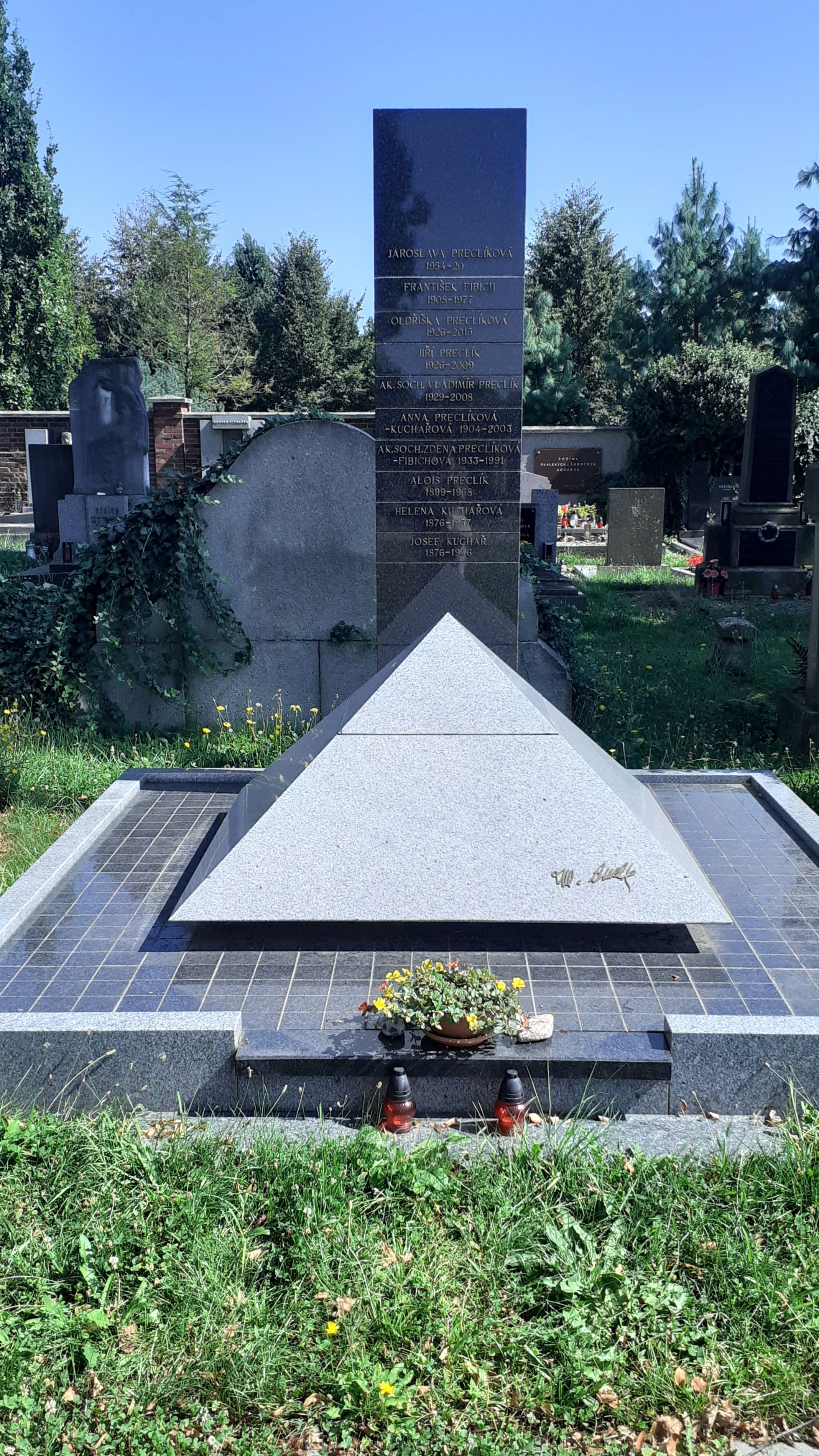
hrob sochaře Vladimíra Preclíka a jeho rodiny
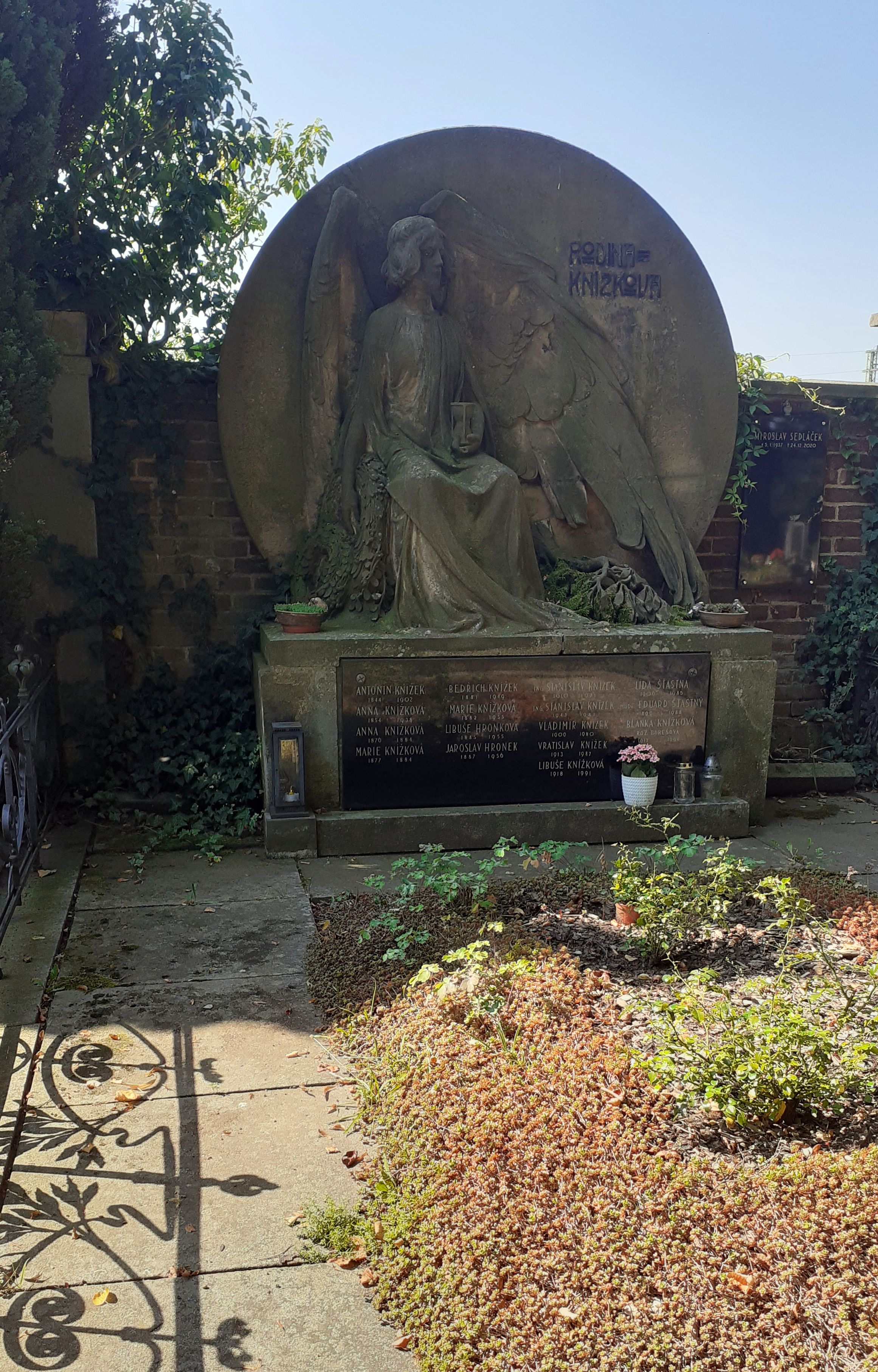
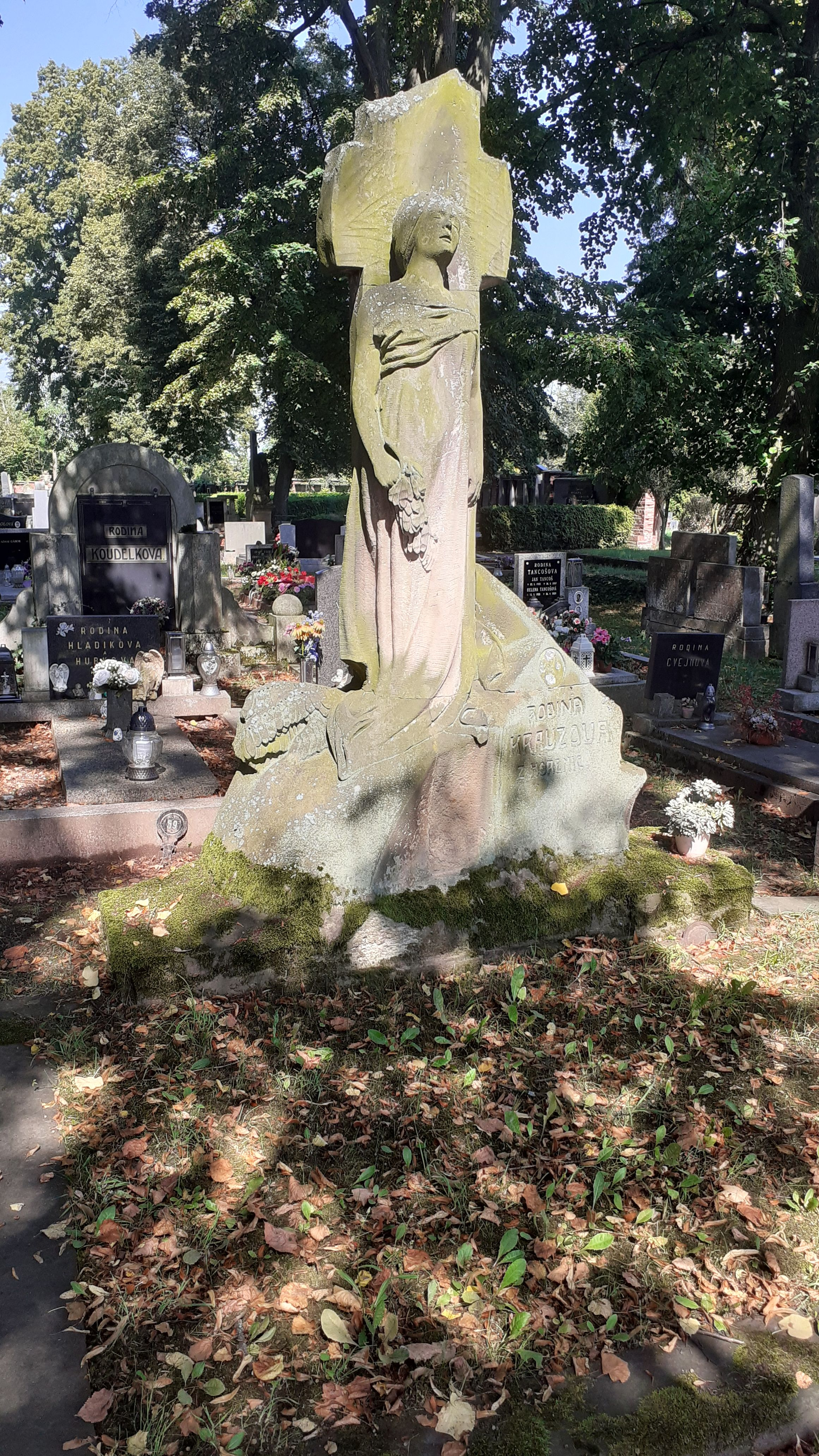
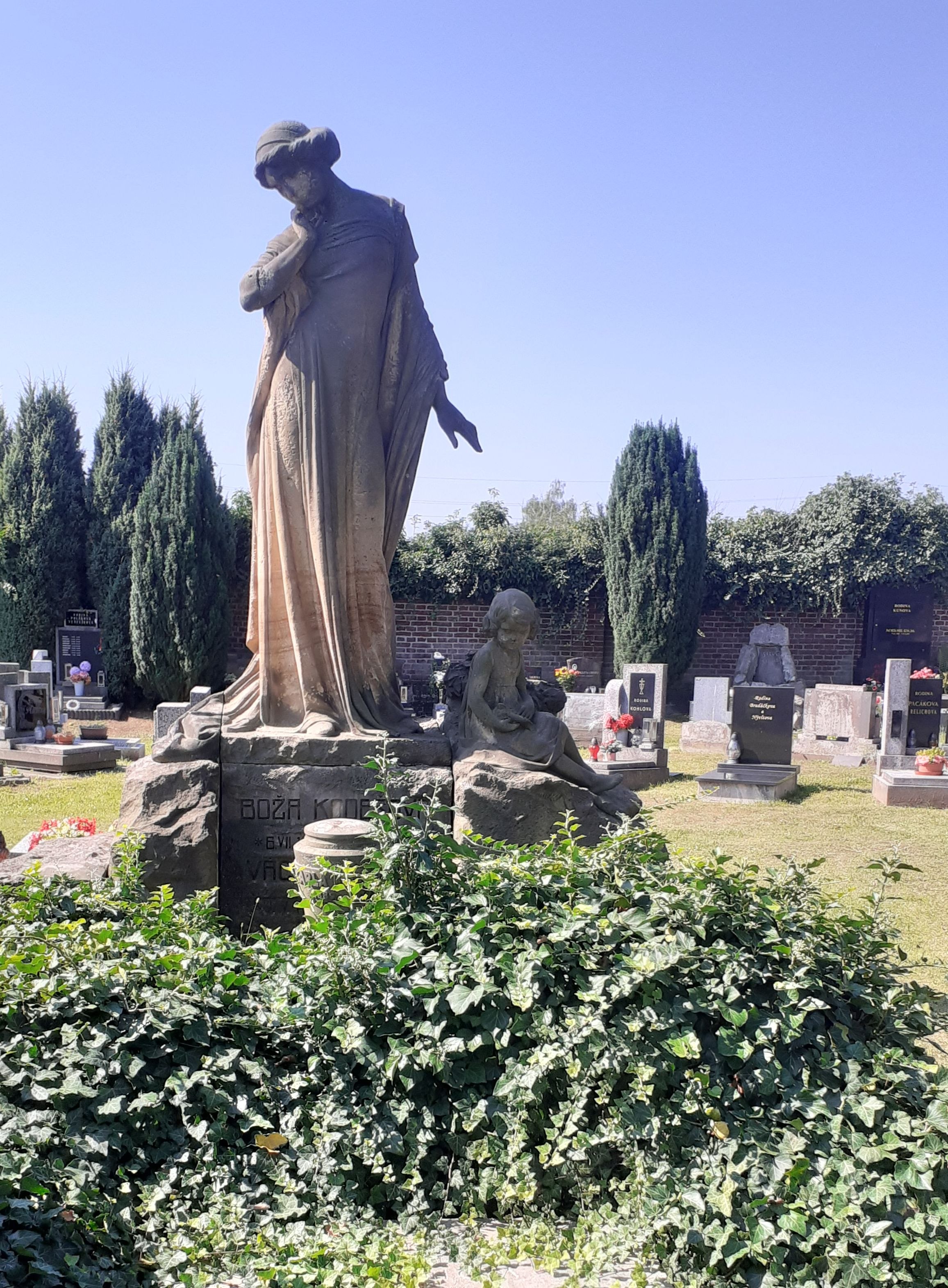